# Kenneth Keith Kallenbach
Kenneth Keith Kallenbach (* 20. März 1969; † 24. April 2008 in Media, Pennsylvania) war ein US-amerikanischer Schauspieler und Fernsehmoderator, sowie ein häufiger Gast seines Entdeckers Howard Stern in dessen Radioshows.

## Leben
Kallenbach hatte seine eigene Fernsehshow (Real TV) und trat daneben in vielen Fernsehshows (zum Beispiel Jay Lenos Tonight Show), in Fernsehserien (zum Beispiel Sex and the City), Kinofilmen (zum Beispiel Jerry Maguire – Spiel des Lebens sowie zwei Pornofilmen) und Werbespots (zum Beispiel für den Sender ESPN) auf. Er war zudem ein Stand-up-Comedian und hatte eine eigene Band namens The Kenneth Keith Kallenbach Band, für die er Autor und Komponist war und die 1997 zwei Singles (Yeah! sowie I got beers) veröffentlichte. 2007 wurde Kenneth Keith Kallenbach: American Icon auf DVD veröffentlicht. 
Kallenbach war für Skandalauftritte berüchtigt, während einer Livesendung der Howard Stern Television Show in den 1990er Jahren erbrach er sich vor laufender Kamera, und während eines wiederum von Stern organisierten Prominenten-Bowlingturniers holte Kallenbach ein gebratenes Hühnchen aus seiner Hose und rieb es sich ins Gesicht.
Er starb an einer Lungenentzündung, die er sich zuzog, als er unter dem Vorwurf versuchter Kindesentführung in Untersuchungshaft war. Kallenbach hat die betreffende Beschuldigung stets bestritten.